# Joel Merkler

a Compétitions nationales et continentales officielles uniquement.

b Matchs officiels uniquement.
Dernière mise à jour le 16 mars 2025.
Joel Merkler, né le 25 octobre 2001 à Gelida (Espagne), est un joueur espagnol de rugby à XV qui évolue au poste de pilier droit ou deuxième ligne au Stade toulousain.
Il remporte la Champions Cup en 2024, faisant de lui le premier joueur espagnol à remporter ce trophée. Il remporte également le championnat de France à trois reprises en 2023, 2024 et 2025 avec le Stade toulousain. 

## Biographie

### Jeunesse et formation
Joel Merkler naît à Gelida, petite localité à proximité de Barcelone, d'un père anglais. Il est formé au CR Sant Cugat (es), en Catalogne. Il se fait repérer par la fédération espagnole, et intègre en 2016 le centre de formation de Sant Boi de Llobregat. La même année, il joue avec la sélection moins de 16 ans catalane.
Alors polyvalent entre deuxième ligne et pilier, ses prestations lui permettent d'intégrer le centre de formation du Stade toulousain en 2017. En 2018, il est sélectionné pour participer au Championnat d'Europe des moins de 18 ans avec l'Espagne, où il joue pilier et décroche le bronze. En 2019, il joue avec les moins de 20 ans espagnols.
En fin de saison 2020-2021, il remporte le championnat de France espoirs avec le Stade toulousain, entrant en jeu lors de la finale en remplacement de Paul Mallez.
Il est étudiant à l'Institut d'études politiques de Toulouse (en quatrième année en 2023-2024,), tout en débutant sa carrière professionnelle.

### Débuts professionnels et internationaux (depuis 2020)
En 2020, le Stade toulousain profite du dispositif de double licence pour le prêter au FCTT, club de Fédérale 1.
Ses débuts en senior, il les réalise avec l'équipe d'Espagne, à l'occasion des tests de novembre 2020. Le sélectionneur Santiago Santos (es) lance plusieurs jeunes joueurs issus des moins de 20 ans, dont Joel Merkler, lors de deux matchs face à l'Uruguay. Fin 2021, il réintègre la sélection espagnole à l'occasion d'un déplacement aux Pays-Bas, puis dispute l'intégralité du championnat d'Europe 2022. Il décroche sa première titularisation lors du déplacement en Géorgie,. 
En début de saison 2022-2023, Joel Mekler est considéré par le staff du Stade toulousain comme un joueur pouvant obtenir du temps de jeu au poste de pilier droit au cours de la saison,. Le 29 octobre 2022, à l'occasion de la neuvième journée de Top 14, il fait ses débuts avec le Stade toulousain, face à Bayonne. Durant ce match, il entre en jeu en deuxième ligne à la place d'Emmanuel Meafou, mais les Toulousains s'inclinent 26 à 22,. À la mi-saison, il prolonge son contrat avec son club formateur de trois saisons, soit jusqu'en 2026.
Durant la saison 2023-2024, ses prestations avec le Stade toulousain en Top 14 sont très prometteuses, à tel point que le journal L'Équipe relate un intérêt de la FFR, bien que Joel soit inéligible pour l'équipe de France.
Le 25 mai 2024, il est remplaçant avec le Stade toulousain en finale de la Champions Cup au Tottenham Hotspur Stadium de Londres face au Leinster. Il entre en jeu à la 56e minute à la place de Dorian Aldegheri. Les Toulousains s'imposent 31 à 22 après les prolongations face aux irlandais et remportent ainsi le sixième titre de champion d'Europe du club. Merkler devient alors le premier joueur espagnol à remporter cette compétition. 
Un mois plus tard, il est de nouveau remplaçant en finale du Top 14, organisée exceptionnellement au Stade Vélodrome de Marseille, contre l'Union Bordeaux Bègles. Il entre en jeu à la 54e minute à la place de Dorian Aldegheri. Les Toulousains l'emportent 59 à 3, plus large score de l'histoire en finale du championnat de France.
Sélectionné par l'Espagne pour le championnat d'Europe 2025, il joue la première journée face aux Pays-Bas. Pour la suite de la compétition, y compris la finale contre la Géorgie, le Stade toulousain ne le libère pas.

## Statistiques

### En club
Au 25 mai 2024, Joel Merkler compte 25 match joué avec le Stade toulousain, en Top 14 et en Champions Cup. Il y inscrit 1 essai.
| Saison    | Club             | Championnat | Championnat | Championnat | Championnat | Compétitions EPCR | Compétitions EPCR | Compétitions EPCR | Compétitions EPCR |
| Saison    | Club             | Compétition | Matchs      | Points      | Essais      | Compétition       | Matchs            | Points            | Essais            |
| --------- | ---------------- | ----------- | ----------- | ----------- | ----------- | ----------------- | ----------------- | ----------------- | ----------------- |
| 2022-2023 | Stade toulousain | Top 14      | 8           | -           | -           | Champions Cup     | -                 | -                 | -                 |
| 2023-2024 | Stade toulousain | Top 14      | 17          | 5           | 1           | Champions Cup     | 4                 | -                 | -                 |
| Total     | Total            | Top 14      | 25          | 5           | 1           | Champions Cup     | 4                 | 0                 | 0                 |

### Internationales
| Année | Compétition          | Matchs | Points | Essais |
| ----- | -------------------- | ------ | ------ | ------ |
| 2020  | Test matchs          | 2      | -      | -      |
| 2021  | Championnat d'Europe | 1      | -      | -      |
| 2022  | Championnat d'Europe | 5      | -      | -      |
| 2022  | Test matchs          | 1      | 5      | 1      |
| 2025  | Championnat d'Europe | 1      | -      | -      |
| Total | Total                | 10     | 5      | 1      |

| Numéro | Date             | Lieu                               | Adversaire | Compétition | Résultat | Score |
| ------ | ---------------- | ---------------------------------- | ---------- | ----------- | -------- | ----- |
| 1      | 12 novembre 2022 | Stade national complutense, Madrid | Namibie    | Test match  | Victoire | 34-15 |

## Palmarès
- Stade toulousain
  - Vainqueur du Championnat de France espoirs en 2021
  - Vainqueur du Championnat de France en 2023[N 1], 2024 et 2025
  - Vainqueur de la Champions Cup en 2024